# محمد عبد اللاه محمد القاضي
محمد عبد اللاه محمد القاضي (1968 - 2015) برلماني يمني، عضو في مجلس النواب.  مقرر لجنة التنمية والنفط والثروات المعدنية في المجلس، وعضو الكتلة البرلمانية لنواب حزب المؤتمر الشعبي العام في المجلس، عن الدورة البرلمانية 2003-2009، ممثلاً للدائرة الانتخابية رقم 17 بأمانة العاصمة صنعاء. حاصل على ماجستير إدارة الأعمال.
توفي في 9 يناير 2015 إثر جلطة دماغية.